# 地磁測點碑
地磁測點碑位於重慶市北碚區朝陽街道文星灣42號，中國西部科學院舊址內，惠宇樓東南、正門上方花壇旁。該碑為一座正方體石質碑，由底座和碑體兩部分組成。底座長、寬各120厘米，底座最高處為50厘米，碑體長、寬各40厘米，高103厘米，由中央研究院物理研究所測定、中國西部科學院1945年12月立。 該地磁測點是重慶第一個地磁測點，距今65年。2000年9月7日列為第一批重慶市文物保護單位。2006年5月25日作为中国西部科学院旧址的一部分公布为第六批全国重点文物保护单位。